# Stefan Grimsson
Stefan Grimsson, död 1678, var en islänning som blev avrättad för trolldom. 
Mellan 1604 och 1720 förekom 120 häxprocesser på Island, med 22 avrättningar mellan 1625 och 1683, de flesta i Västfjordarna.
Stefan Grimsson kom från Borgarfjordur. 1678 anklagades pastor Arni Jonsson för trolldom, men lämnade Island innan han blev åtalad. Grimsson greps i samband med Jonssons fall. Han anklagades för att ha förtrollat och dödat åtta kor. Han erkände en rad brottsliga handlingar, men inga trollkonster. Han brändes i Hunavatnssysla. 